# Palmerston Highway
Der Palmerston Highway ist eine Fernstraße im Nordosten des australischen Bundesstaates Queensland. Der als Staatsstraße 25 bezeichnete Highway verbindet den Bruce Highway (NA1) in Innisfail mit dem Kennedy Highway (N1) östlich von Ravenshoe in den Atherton Tablelands.
Der Palmerston Highway bildet dabei die Südgrenze des Wooroonooran-Nationalparks und gleichzeitig die Nordgrenze des Japoon-Nationalparks. Er ist 77 km lang. Südlich von Milaa Milaa durchquert die Straße den Malaan-Nationalpark. Dieser Streckenabschnitt heißt heute Old Palmerston Highway, da die East Evelyn Road (S25) heute die schnellere Verbindung von Milaa Milaa zum Kennedy Highway darstellt.
Der höchste Punkt im Verlauf des Highways liegt auf 1050 m, der niedrigste auf 11 m. Die maximale Steigung beträgt mehr als 15 %.
Im Dezember 2023 wurde der Palmerston Highway durch Überschwemmungen infolge von Zyklon Jasper stark beschädigt.